# Vriesea pauperrima
Vriesea pauperrima är en gräsväxtart som beskrevs av Edmundo Pereira. Vriesea pauperrima ingår i släktet Vriesea och familjen Bromeliaceae. Inga underarter finns listade i Catalogue of Life.